# Amazon Aurora
Amazon Aurora — це пропієтарна реляційна база даних, яка пропонується Amazon Web Services (AWS) як послуга з жовтня 2014 року. Aurora доступна як частина сервісу реляційних баз даних Amazon (RDS).

## Історія
У 2014 році Aurora почала пропонувати сервіс, сумісний з MySQL. Вона додала сумісність з PostgreSQL у жовтні 2017 року.
У серпні 2017 року була додана функція Aurora Fast Cloning (копіювання при записуванні), яка дозволяє клієнтам створювати копії своїх баз даних. У травні 2018 року був доданий Aurora Backtrack, що дозволяє розробникам rewind кластери бази даних без створення нового. У вересні 2018 року стало можливим зупиняти та запускати Aurora Кластери. У серпні 2018 року Amazon почав пропонувати безсерверну версію.
У 2019 році розробники Aurora отримали нагороду SIGMOD Systems Award за фундаментальне перероблення сховищ реляційних баз даних хмарних середовищ.

## Особливості
Aurora за необхідністю автоматично додає дисковий простір для зберігання бази із кроком 10 гігабайт, максимум до 128 терабайт. Aurora пропонує автоматичну шестирівневу реплікацію цих 10 ГБ блоків у трьох зонах доступності для покращення доступності та відмовостійкості.
Aurora надає користувачам метрики продуктивності, такі як пропускна здатність і затримка запитів. Вона забезпечує швидке клонування бази даних.
Aurora Multi-Master дозволяє створювати кілька read-write екземплярів в базі даних Aurora і в декількох зонах доступності. Це дозволяє додаткам, для яких критична безвідмовна робота, мати безперервний доступ для запису при збої одного з екземплярів.
Amazon розробляв Aurora таким чином, щоб вона була сумісна з MySQL, тобто з програмним забеспеченням для запитів або керування базами даних MySQL (такими як, mysql інтерфейс командного рядка фбо графічний інтерфейс користувача MySQL Workbench). Станом на грудень 2021 року Amazon Aurora сумісна з MySQL 5.6, 5.7 і 8.0. Вона підтримує InnoDB як підсистему зберігання.